# Hélène Babu
Pour les articles homonymes, voir Babu.
Hélène Babu, née le 20 août 1968 à Boulogne-Billancourt, est une actrice française.

## Biographie
Hélène Babu est la fille de Geneviève Casile, sociétaire de la Comédie-Française, et du docteur Jean-Louis Babu, oto-rhino-laryngologiste. Elle est l’épouse de l'acteur François Loriquet puis du comédien Thibault de Montalembert.
Elle est professeur au cours Florent depuis 2018.

## Filmographie
- 1997 : Mange ta soupe de Mathieu Amalric –
- 1997 : Lautrec de Roger Planchon – La Goulue
- 1998 : Disparus de Gilles Bourdos – Yvonne
- 2001 : Ça ira mieux demain de Jeanne Labrune – la caissière
- 2002 : La Vérité (court-métrage) de Bénédicte Brunet –
- 2006 : Les Ambitieux de Catherine Corsini – Daphné
- 2007 : Musée haut, musée bas de Jean-Michel Ribes – La Vierge de Lourde
- 2008-2011 : Hard (série télévisée, saison 1 et 2) de Cathy Verney
- 2009 : Partir de Catherine Corsini – Dorothée
- 2010 : Les Mains en l'air de Romain Goupil – la directrice
- 2010 : Contes et nouvelles du XIXe siècle (série télévisée : saison 2, épisode 4) – Madame Mangin
- 2012 : Mauvaise Fille de Patrick Mille
- 2012 : Les Lisières (court-métrage) de Grégoire Colin – l'institutrice
- 2013 : Renoir de Gilles Bourdos – Odette
- 2015 : La Course (court métrage) de Béranger Thouin
- 2016 : Tropique (court métrage) de Marion Defer
- 2017 : Nadia (téléfilm) de Léa Fazer
- 2019 : Edmond d'Alexis Michalik – Mère Rose
- 2020 : Les Apparences de Marc Fitoussi – Femme médiathèque
- 2020 : Meurtres à Pont-L'Évêque, téléfilm de Thierry Binisti – Ninel
- 2023 : Le Prochain Voyage, téléfilm de Thierry Binisti – Alice
- 2024 : Une Fille Indigne (court métrage) de Guillaume Desjardins – La mère de Manon

## Théâtre
- 1988 : Mlle Mars de Micheline Boudet, mise en scène de Jacques Toja au Théâtre du Palais Royal
- 1989 : Lorenzaccio d'Alfred de Musset, mise en scène de Francis Huster, Théâtre du Rond-Point
- 1991 : Grand peur et misère du IIIe Reich de Bertolt Brecht, mise en scène de Philippe Adrien au Théâtre de la Tempête
- 1993 : La Pluie d'été de Marguerite Duras, mise en scène Éric Vigner au Quartz puis au Théâtre de la Commune
- 1994 : La Rue du château, mise en scène Michel Didym au Festival d'Avignon puis au Théâtre de la Tempête
- 1995 : Penthesilee d'Heinrich von Kleist, mise en scène Julie Brochen au Théâtre de la Bastille et au Quartz de Brest
- 1997 : Macbeth de William Shakespeare, mise en scène Katarina Talbach au théâtre national de Chaillot
- 2000 : La Nuit des rois de William Shakespeare, mise en scène Christophe Rauck, tournée en France
- 2001 : Les Cyniques d'Anatoli Mariengof, mise en scène Jean Lacornerie, Scène nationale de Chambéry
- 2001 : Le Malade imaginaire de Molière, mise en scène Arthur Nauzyciel, tournée en France et en Russie
- 2002 : Suite de Philippe Minyana, mise en scène Massimo Bellini, Festival Dijon en mai
- 2004 : Le Malade imaginaire de Molière, mise en scène Arthur Nauzyciel, CDN de Montreuil
- 2004 : La Belle Mémoire de Martine Feldmann et Pierre-Olivier Scotto, mise en scène Alain Sachs
- 2004 : Où boivent les vaches de Roland Dubillard, mise en scène Eric Vigner, Théâtre du Rond-Point
- 2005 : Célébration de Harold Pinter, mise en scène de Roger Planchon, Théâtre du Rond-Point
- 2005 : Du mariage au divorce de Georges Feydeau, mise en scène Laurent Laffargue, Théâtre de l'Ouest parisien
- 2006 : La Pluie d'été à Hiroshima d'après Marguerite Duras, mise en scène Eric Vigner, Cloître des carmes Festival d'Avignon et Théâtre Nanterre Amandiers
- 2006 : Les Géants de la montagne de Luigi Pirandello, mise en scène Laurent Laffargue, Théâtre de la Ville
- 2008 : Le Voyage de Monsieur Perrichon d'Eugène Labiche, mise en scène Julie Brochen, Théâtre du Vieux Colombier
- 2010 : Les Trois Sœurs d'Anton Tchekhov, mise en scène Jean-Philippe Vidal, Comédie de Reims
- 2013 : Le Bourgeois gentilhomme de Molière, mise en scène Catherine Hiegel
- 2014 : La Mouette d'Anton Tchekhov, mise en scène Hélène Babu, CDDB Lorient et Scène nationale de Cherbourg
- 2015 : Brancusi contre États-Unis, performance, mise en scène Eric Vigner, Musée d'Art Moderne Paris, Musée des abattoirs Toulouse
- 2016 : Le Système Ribadier de Georges Feydeau, mise en scène Jean-Philippe Vidal, Théâtre de la Pépinière Paris
- 2016 : Les Fâcheux de Molière, mise en scène Hélène Babu, Théâtre Montansier à Versailles
- 2018 : Les Visionnaires de Desmaret de Saint Sorlin, mise en scène Arnaud Simon, Parc de Saint Cloud
- 2018 : Macbeth de William Shakespeare, théâtre de Semur-en-Auxois
- 2019 : Maison à vendre, opéra-bouffe de Dalayrac, mise en scène, Compagnie les Monts du Reuil, direction Hélène Clerc-Murgier et Pauline Warnier, Constance Larrieu, Opéra de Reims
- 2020 : Un espoir de Wendy Beckett, mise en scène Wendy Beckett, théâtre de l'Athénée
- 2021 : J'invite le colonel !, d'Eugène Labiche, mise en scène Hélène Babu, tournée
- 2022 : Lorsque l'enfant paraît d'André Roussin, mise en scène Michel Fau, théâtre de la Michodière
- 2024 : La serva amorosa de Carlo Goldoni, mise en scène Catherine Hiegel, Théâtre de la Porte Saint-Martin

## Doublage

### Cinéma

#### Films
- Jodie Foster dans : 
  - Carnage (2011) : Penelope Longstreet
  - Elysium (2013) : Jessica Delacourt, la secrétaire à la Défense
  - Hotel Artemis (2018) : Jean Thomas, l'infirmière
  - Désigné coupable (2021) : Nancy Hollander
- 2015 : Macbeth : la deuxième sorcière (Lynn Kennedy)
- 2016 : Ave, César ! : Natalie, la secrétaire d'Eddie Mannix (Heather Goldenhersh)
- 2019 : Pinocchio : l'escargot (Maria Pia Timo (it))

#### Films d'animation
- 2020 : Aya et la sorcière : la directrice de l'orphelinat
- 2022 : Les Minions 2 : Il était une fois Gru : Nonne-Chaku

### Série télévisée
- 2018 : Il miracolo : Clelia (Lorenza Indovina)